# Dominik Siegl
Dominik Siegl, též Siegel (18. června 1806 Šumperk – 25. srpna 1877 Šumperk), byl rakouský podnikatel a politik německé národnosti z Moravy; poslanec Moravského zemského sněmu.

## Biografie
Jeho otcem byl Wenzel Siegl. Dominik působil jako obchodník v Šumperku. Byl dlouholetým členem olomoucké obchodní a živnostenské komory.
V 60. letech se zapojil i do vysoké politiky. V doplňovacích zemských volbách 30. října 1866 byl zvolen na Moravský zemský sněm, za kurii obchodních a živnostenských komor, obvod Olomouc. Mandát zde obhájil v zemských volbách v lednu 1867. V krátce poté konaných zemských volbách v březnu 1867 se již mezi zvolenými poslanci neuvádí.
Uváděl se jako kandidát tzv. Ústavní strany (liberálně a centralisticky orientovaná).
Zemřel v srpnu 1877, ve věku 71 let, 2 měsíce a 6 dnů.
Rodina Sieglů patřila v 19. století mezi významné podnikatelské rody v Šumperku. Pocházela původně z Libiny. Mezi její příslušníky patřil Karl Ignaz Siegl (1802–1889), syn barvíře Johanna Siegla. Jeho synové Eduard Siegl (1831–1889) a Robert Gustav Siegl (1834–1904) byli taktéž podnikateli a angažovali se i v politice. Další syn Karla Ignaze Richard Siegl (1837–1898) byl podnikatelem a komunálním politikem v Šumperku. Synem Roberta Gustava byl Emil Siegl (1860–1939), šumperský průmyslník, jehož syn Robert Siegl mladší (1890–1940) byl v meziválečném období aktivní v sudetoněmeckých průmyslových organizacích a koncem 30. let se angažoval v stranických strukturách SdP a NSDAP.